# Anlage (Biologie)
Unter Anlage oder Primordium (lateinisch primordium ‚erster Anfang‘) wird in der Entwicklungsbiologie die Entstehung neuer Organe oder Strukturen während der Individualentwicklung (Ontogenese) eines mehrzelligen Organismus verstanden. Die Anlage von Organen findet bei Tieren nahezu ausschließlich während der Organogenese im Rahmen der Embryonalentwicklung statt. Bei Pflanzen werden Organe wie Blätter und Blüten während der gesamten Wachstumsphase angelegt. Bei Pilzen werden die Anlagen der Fruchtkörper als Primordien bezeichnet.
Die deutschsprachige Bezeichnung wird auch im Englischen für diesen Sachverhalt verwendet, neben primordium.